# La Cavalleria (Manlleu)
La Cavalleria és una masia de Manlleu (Osona) inclosa a l'Inventari del Patrimoni Arquitectònic de Catalunya.

## Descripció
És una masia de planta rectangular construïda damunt pedra viva i coberta a dues vessants. Consta de planta baixa i dos pisos. El portal és orientat al sud-oest, i té el carener perpendicular: és adovellat, amb la dovella central decorada a la qual hi ha representat un cap de cavall. A la part dreta hi ha un contrafort que sosté la paret.
A la llinda d'un balcó del primer pis també hi ha un cavall esculpit, mentre que les finestres del segon són de tipus conopial. Hi ha dos portals que tanquen la lliça i les dependències agrícoles, als sectors de tramuntana i migdia respectivament.
Als angles oest i est de la masia hi ha unes pedres que sobresurten, que devien aguantar una antiga torrella de defensa a cada angle. És construïda amb pedra i tàpia, i ha estat arrebossada recentment.

## Història
És una antiga masia registrada al fogatge de 1553 de la parròquia i terme de Manlleu. El mas era habitat per Jaume Cavalleria. Als segles XVII i XVIII hi trobem homes polítics i militars; Carles de Regàs i Cavalleria, fill del mas, lluità aferrissadament durant la Guerra de Successió contra els filipistes. Acabada la guerra contra els Borbons es retirà a viure a Vic perquè els manlleuencs s'havien mostrat partidaris de Felip V. El seu fill fou també militar.
L'any 1921 el mas fou adquirit pel masovers als successors de la família Regàs. Els Prat (masovers) procedien de Sant Joan de Galí.
El mas conserva un ric arxiu amb papers i documents del segle xviii, i moltes notes referents a les Guerres Carlines.